# Avalon Panorama
Die Avalon Panorama ist ein 2010/2011 gebautes Flusskreuzfahrtschiff der Pano River Equity AG in Zug. Das Schiffsmanagement obliegt River Services GmbH in Basel. Das Schiff ist an den US-amerikanischen Reiseveranstalter Avalon Waterways verchartert. Es verkehrt auf Donau, Main, Mosel und Rhein. Die Avalon Panorama ist das Typschiff einer aus acht Einheiten bestehenden Serie, die von Avalon Waterways betrieben wird, und ein baugleiches Schwesterschiff der Avalon Vista.

## Geschichte
Die Avalon Panorama wurde 2010/2011 unter der Baunummer 3420 auf der Scheepswerf Jac. den Breejen in Hardinxveld-Giessendam gebaut. Am 14. April 2011 wurde das Schiff mit der ENI-Nr. 02333460 im Basler Schiffsregister eingetragen. Das Schiff wurde am 14. Mai von der australischen Fernsehmoderatorin Lisa Wilkinson in Mainz getauft. Die anschließende Jungfernreise führte nach Amsterdam. Seit dem 18. Mai 2011 wird das Schiff im Plandienst eingesetzt. Die Reisen werden nur in englischsprachigen Ländern vermarktet.

### Havarie
Am 15. Mai 2012 rammte die Avalon Panorama auf dem Main-Donau-Kanal bei Forchheim den Unterbau einer Straßenbrücke. Dabei wurden Teile des nicht tief genug abgesenkten Steuerhauses abgerissen und verschiedene nautische Geräte beschädigt. Der Sachschaden lag bei mehreren Zehntausend Euro. Der Kapitän, der zum Unglückszeitpunkt das Schiff über den Außenfahrstand steuerte, hatte die Durchfahrtshöhe falsch eingeschätzt. Verletzt wurde bei der Havarie niemand. Das Schiff konnte nach einer Notreparatur bis zur nächsten Werft fahren.

## Ausstattung und Technik

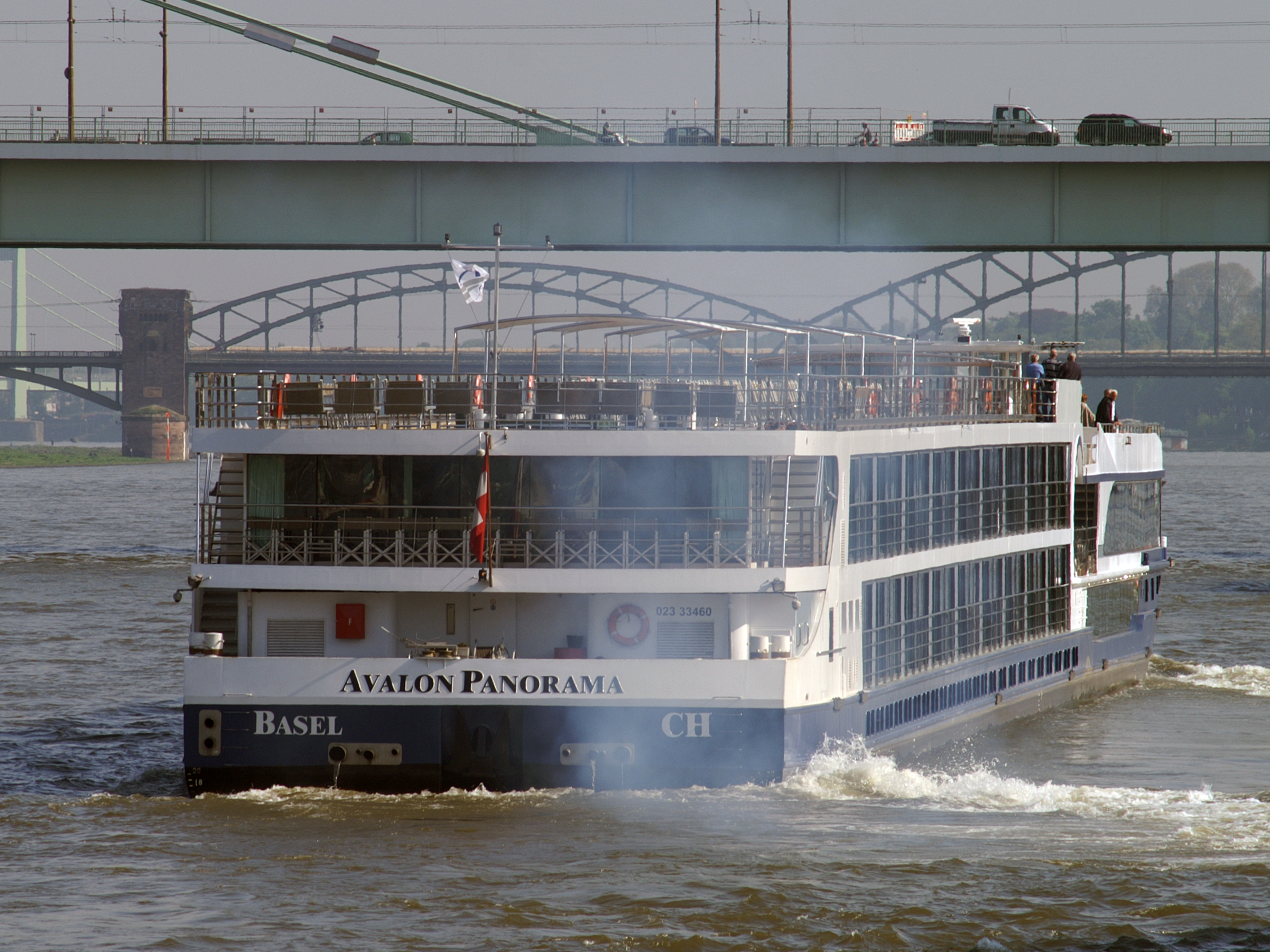
Heck und Abgase

Die Avalon Panorama ist ein Dreieinhalbdeck-Kabinenschiff der 5-Sterne-Kategorie mit 64 Standard-, 17 Komfortkabinen und zwei Suiten. Die Kabinen sind klimatisiert und jeweils mit Dusche, Toilette, Fernsehgerät, Telefon und Safe ausgestattet. Die Kabinen auf dem Mittel- und Oberdeck verfügen über einen französischen Balkon. Die 26 Kabinen für die 47-köpfige Mannschaft befinden sich im hinteren Bereich des Unterdecks. Neben der im Oberdeck in der vorderen Schiffsmitte liegenden Eingangshalle mit Rezeption und Ausflugsbüro befindet sich der Panoramasalon mit Bar, das Bistro sowie zwei Lounges. Achtern liegt die Club-Lounge mit kleiner Außenterrasse. Das Panoramarestaurant und die Bordküche liegen im vorderen Hauptdeck. Im Unterdeck steht den Fahrgästen ein Fitnessraum zur Verfügung. Das Sonnendeck ist mit Spielecke, Whirlpool, Liegestühlen und mit mittels Sonnensegeln schützbaren Sitzgruppen sowie der am Bug liegenden gastronomisch bedienten Skylounge ausgestattet. Mittel- und Oberdeck sind mit einem Aufzug verbunden.
Sie wird von zwei Dieselmotoren Caterpillar C32 à 746 kW über zwei kontrarotierende Ruderpropeller von Veth-z-Drive vom Typ 800A-CR angetrieben. Das Schiff verfügt über eine Bugstrahlanlage Veth-Jet vom Typ 4-K-1200, die von einem 355 kW starken Elektromotor angetrieben wird. Zusätzlich verfügt das Schiff über drei Scania- und einen AGCO SISU POWER-Hilfsdieselmotor. Die Stromversorgung an Bord wird durch vier Dieselgeneratoren sichergestellt.